# Football Club Samartex 1996
Actualités
Le Football Club Samartex 1996, plus communément appelé Samartex, est un club de football basé au Ghana, à Tarkwa,,.

## Histoire
Le club est fondé en 1995 par la Samartex Timber & Plywood Company, et est promu de la troisième division à la deuxième division de la région occidentale dès sa première saison,,
Le club passe deux décennies dans les divisions inférieures avant d'être promu en Ghana Premier League en 2022-2023,.
La saison suivante, ils remportent le titre de champion du Ghana pour la première fois de leur histoire.

## Palmarès
- Championnat du Ghana
  - Champion (1) : 2024